# Țintești, Buzău
Țintești este satul de reședință al comunei cu același nume din județul Buzău, Muntenia, România. Se află în zona de câmpie de la sud de orașul Buzău.
Este atestat documentar în 1575.
PERSONALITĂȚI
- Ion Neagu, învățător
- Ionescu Pompiliu (11 oct. 1921-2 ianuarie 1987), militar
- Moldoveanu Gheorghe (15 ianuarie 1925-5 iulie 2019), doctor inginer[2]